# Dofins
|  | No s'ha de confondre amb Delfí. |

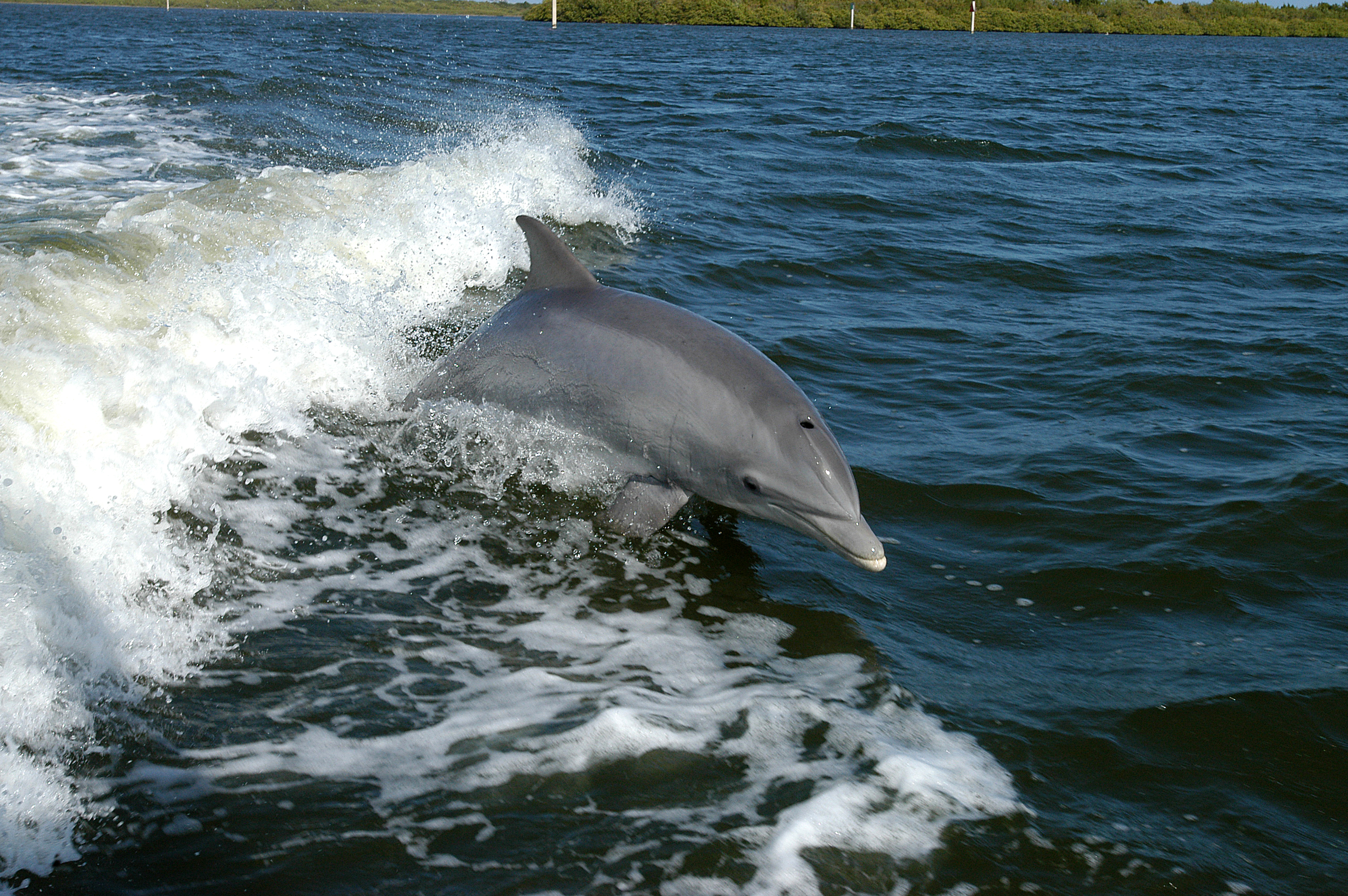
Dofí mular

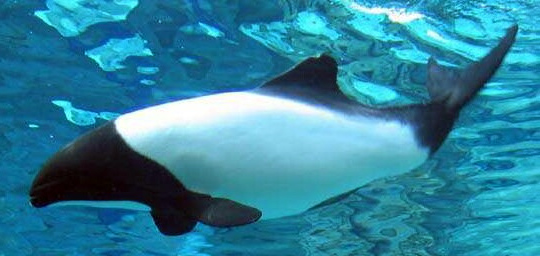
Dofí de Commerson

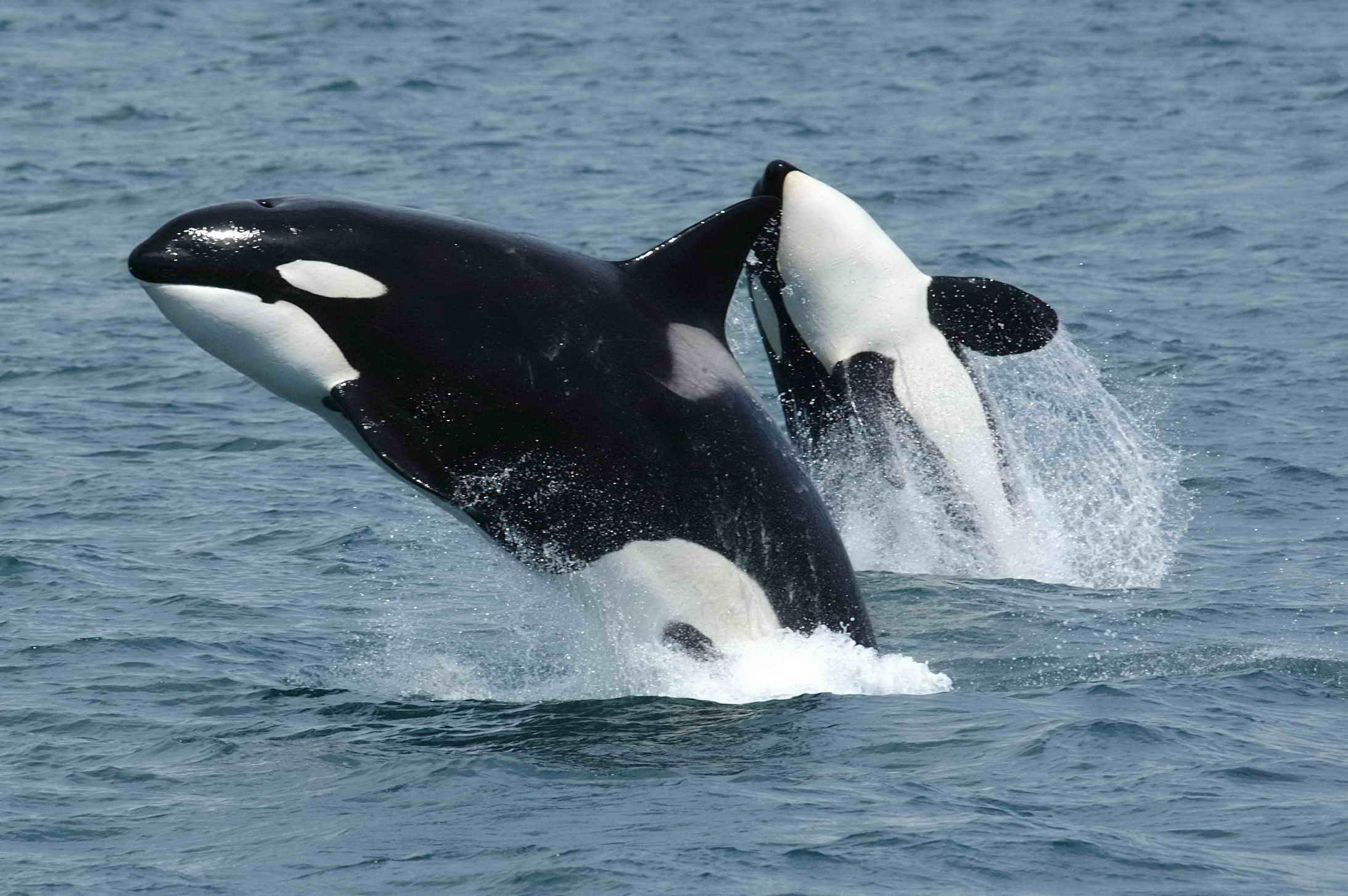
Orca

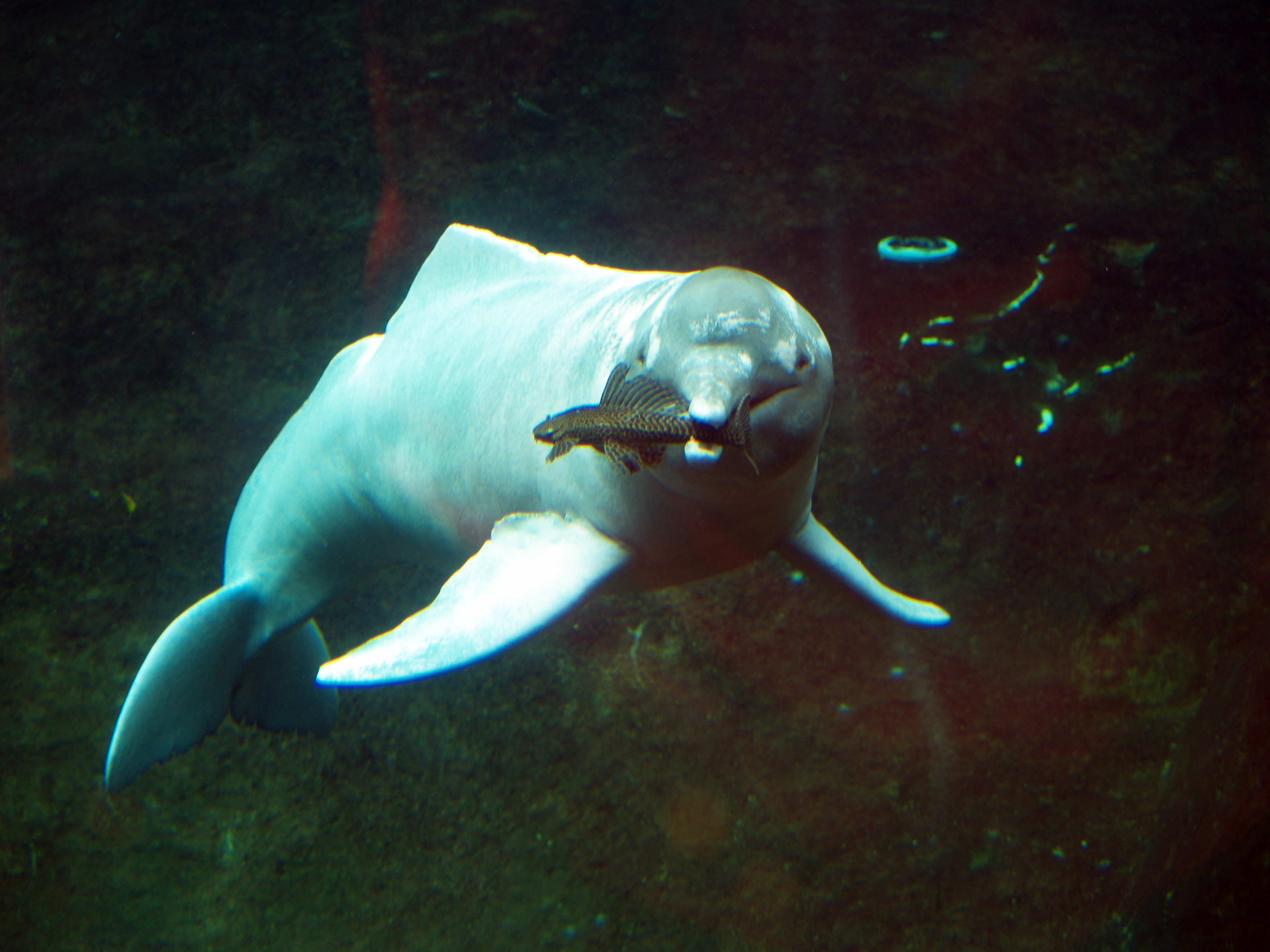
Dofí del riu Amazones

Els dofins (col·loquialment, a València i a Eivissa, galfins) són mamífers aquàtics de l'ordre dels cetacis, que també inclou les balenes i marsopes. És carnívor, excel·lent nedador, remarcable per les seves facultats psíquiques, que viu en uns mars temperats i càlids.
Les espècies més comunes són 12, tot i que la més coneguda és la del dofí comú. Aquest animal pot nedar a 63 km/h sense provocar turbulències, saltar fins a 7 m d'altura fora de l'aigua, submergir-se ràpidament i durant força temps, i disposa com a qualitat única entre els animals, d'un veritable llenguatge sonor i ultrasonor de 400 «paraules»; està dotat d'un cervell comparativament tan desenvolupat com l'humà, manifesta una gran sensibilitat pel que fa al dolor i al plaer, demostrada amb les seves relacions amb l'humà. Existeix una ciència dedicada al seu estudi anomenada «delfinologia».
Per dofins s'entén dos grups d'odontocets amb semblances físiques però sense afinitat taxonòmica:
- Delphinidae També coneguts com a dofins marins.
- Platanistoidea de les aigües dolces dels rius indis com l'Indus i el Ganges.

Amb el cos fusiforme i el cap gran, el musell allargat i un sol espiracle a la part superior del cap (orifici respiratori que molts animals marins tenen com a contacte de l'aire o aigua amb el seu sistema respiratori intern), són carnívors estrictes i estan entre les espècies més intel·ligents que habiten el planeta. Es troben relativament a prop de les costes i sovint interaccionen amb l'ésser humà.
Com altres cetacis, els dofins utilitzen els sons, la dansa i el salt per comunicar-se, orientar-se i aconseguir les seves preses, a més utilitzen l'ecolocalització. Avui dia, les principals amenaces a què estan exposats són de naturalesa antròpica.
Els dofins mengen en un dia una quantitat d'aliment equivalent a un terç del seu pes. S'alimenten bàsicament de peixos i calamars que agafen amb les seves dents arrodonides. També mengen gambes, crancs i polps.

## Anatomia
Les espècies pertanyents a la família Delphinidae posseeixen un cos fusiforme, adaptat a la natació ràpida. L'aleta de la cua, anomenada caudal, s'utilitza per a la propulsió, mentre que les aletes pectorals són usades per al control direccional de la natació. Els patrons bàsics de coloració de la pell són tons de gris, amb major claredat en el ventre i rangs més foscos en el llom. Sovint es combina amb línies i taques de diferent tint i contrast.
Igual que altres odontocets, al cap posseeixen el meló, un òrgan esfèric que utilitzen per a l'ecolocalització.
En diverses espècies de la família, les mandíbules s'allarguen, formant un musell prim distintiu. Posseeixen dentadura homodonta, amb un nombre de peces dentals que oscil·la de 20 a 50 en cada mandíbula. Respiren a través d'un sol orifici a la part superior del seu cap, anomenat espiracle.
El seu cervell és gran, amb l'escorça cerebral bastant desenvolupada en comparació amb la mitjana dels mamífers.

## Evolució

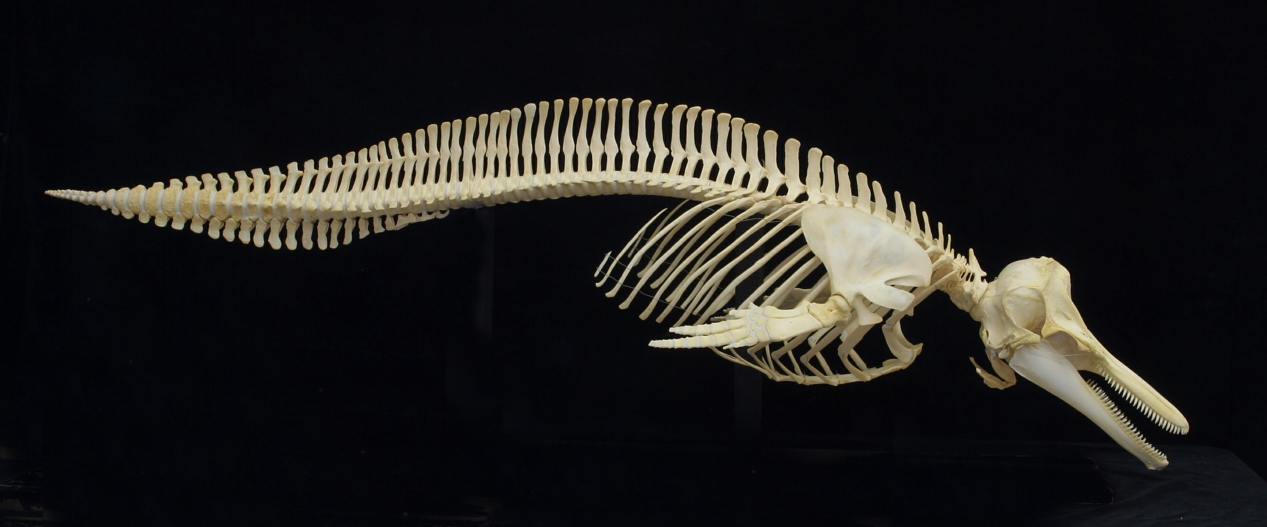
Esquelet articulat del dofí de flancs blancs del Pacífic

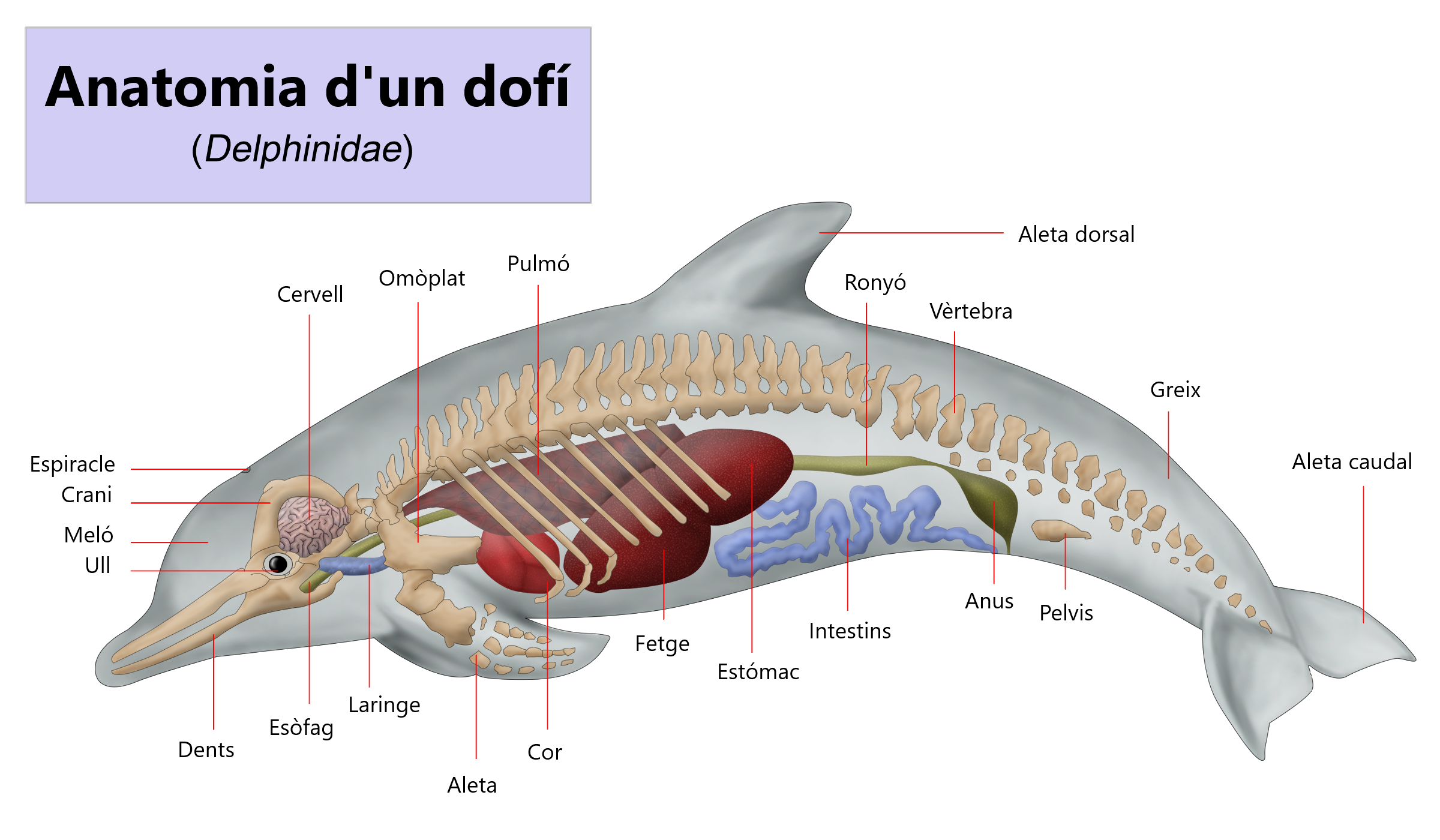
Anatomia d'un dofí tipus.

Durant molt temps es va pensar que els dofins, juntament amb la resta dels cetacis, eren descendents de mamífers terrestres, els mesonics, ordre extint d'ungulats carnívors. No obstant això, els estudis genètics han demostrat que en realitat els cetacis (inclosos els dofins) estan més emparentats amb els artiodàctils, dels quals es van separar fa uns seixanta milions d'anys, els artiodàctils més propers serien els hipopòtams. Es calcula que durant l'Eocè (al voltant de 50 milions d'anys enrere), els avantpassats dels cetacis es refugiaven a l'aigua, de manera similar als moderns tragúlids.
El registre fòssil demostra que els odontocets van aparèixer en el Miocè. Els primers dofins coneguts pertanyen a la família Kentriodontidae. Aquests dofins primitius ja tenien un desenvolupat sentit de l'ecolocació i l'òrgan del meló. Els esquelets dels dofins moderns presenten dos petits ossos en la zona sacra de la columna vertebral, que correspon a vestigis de la pelvis.

## Comportament
Els dofins són sovint considerats com uns dels animals més intel·ligents del planeta. La comparació d'intel·ligència entre diferents espècies és complicada, degut entre altres coses, per les diferències en l'aparell sensorial, les maneres de resposta, i la naturalesa de la cognició. No obstant això, el comportament dels dofins s'ha estudiat extensament, tant en captivitat com en la naturalesa.

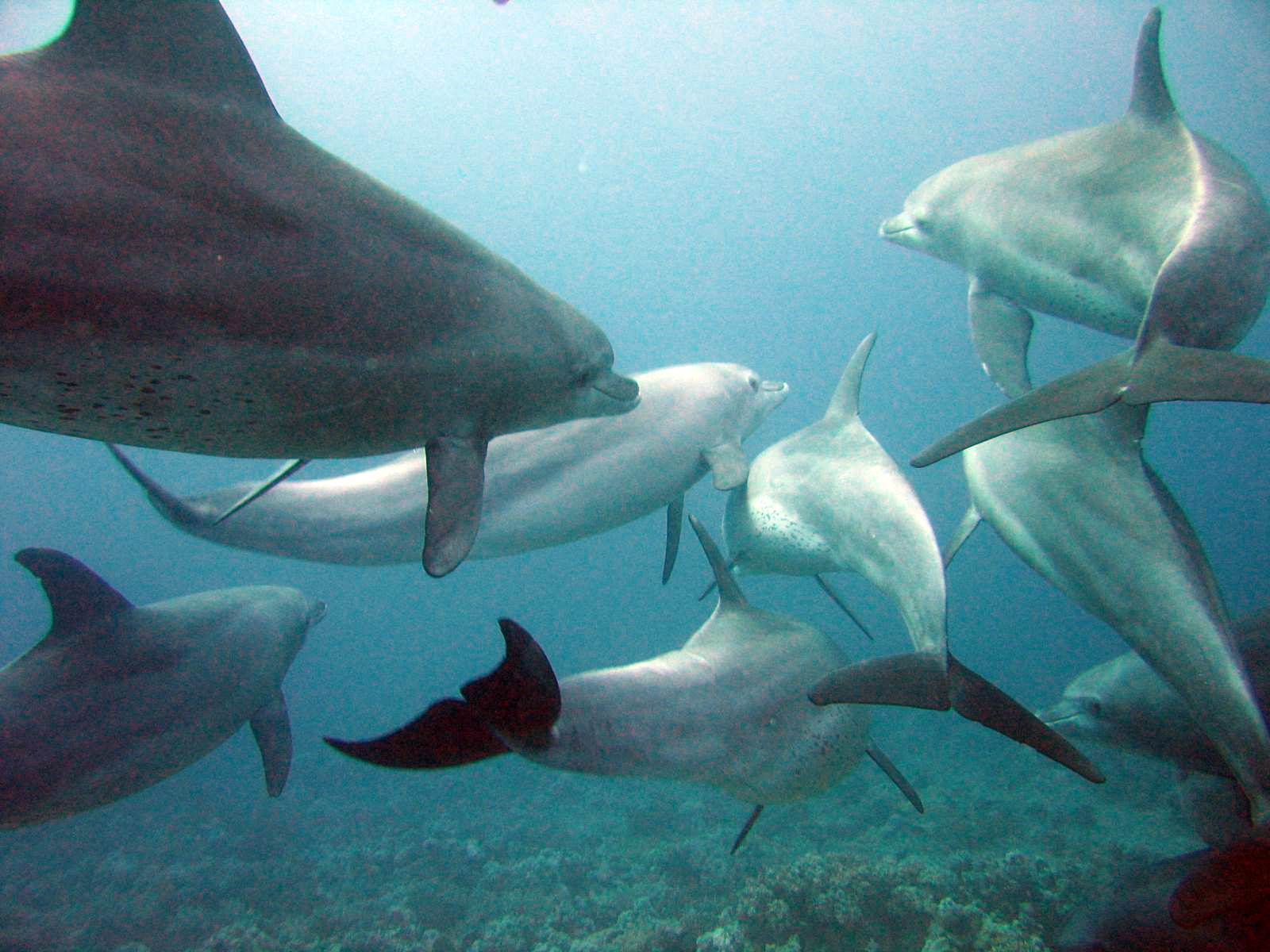
Esbart de dofins mulars indopacífics al Mar Roig.

### Conducta social
Els dofins són animals socials que viuen en grups familiars. En llocs amb una gran abundància d'aliments, aquests grups poden excedir els 1.000 individus. Els dofins poden establir forts llaços socials, on fins i tot alguns individus ferits o malalts són cuidats per altres, fins i tot ajudant-los a respirar en portar-los a la superfície si fos necessari.
Els dofins mostren desenvolupament de cultura, una cosa que per molt temps es va creure que era únic de l'ésser humà (i possiblement d'altres espècies de primats). El maig del 2005, es van descobrir a Austràlia dofins mulars indopacífics que ensenyaven a les seves cries a usar les eines, cobrint els seus musells amb esponges de mar per protegir-los mentre s'alimenten. Aquest coneixement és traspassat per les mares a les seves filles, a diferència dels primats, on el coneixement és generalment transmès a ambdós sexes.
Els dofins també poden participar en actes d'agressió cap a altres dofins. Un dofí mascle adult és molt probable que presenti en el seu cos diverses cicatrius producte de mossegades. Els dofins mascles participen en aquests actes d'agressió, a causa dels conflictes entre companys i la competència de les femelles.

## Reproducció i sexualitat
La còpula dels dofins succeeix cara a cara. L'acte sol ser breu, però es pot repetir diverses vegades en poc temps.
El període de gestació varia segons les espècies. El petit tucuxi té una gestació d'11 a 12 mesos, mentre que per a l'orca el període de gestació és de prop de 17 mesos. Només tenen una cria. En general, l'activitat sexual comença a una edat primerenca, fins i tot abans d'arribar a la maduresa sexual. L'edat de la maduresa sexual varia segons l'espècie i gènere. Els dofins són coneguts per tenir relacions sexuals per raons diferents de la reproducció.

### Hibridació
S'anomena hibridació a l'aparellament entre un mascle i una femella de dues espècies diferents, pertanyents al mateix gènere. En el cas de la família Delphinidae donen naixença al que s'anomena balfins. N'hi ha pocs registres en captivitat, no existint en la vida lliure. Els registres es refereixen a l'encreuament d'una femella de dofí mular i un mascle de falsa orca, obtinguts en un parc aquàtic de les illes Hawaii.

## Alimentació
Existeixen diversos mètodes d'alimentació entre i dins de les espècies pertanyents a la família Delphinidae. Peixos i calamars són l'aliment principal, però la falsa orca i l'orca també s'alimenten d'altres mamífers marins. Els delfínids utilitzen diverses tàctiques de caça: moltes vegades cacen usant la seva velocitat, però també usen l'ecolocalització per buscar preses enterrades en la sorra. Els dofins que cacen peixos agrupats en bancs formen grups i acorralen a aquests perquè se separin de la resta del grup. Altres dofins acorralen a les seves preses en la riba d'una platja, i després aprofiten les ones per capturar-los, encara que aquesta és una tàctica arriscada. Orques i falses orques tenen moltes altres tàctiques de caça, a causa de l'àmplia gamma de preses que consumeixen. A part de les tàctiques ja esmentades, també aguaiten a les seves preses o donen cops a bancs de gel per desequilibrar-les.

## Comunicació dels dofins
Aquests animals utilitzen un sistema de comunicació, basat en l'emissió de sons anomenats «clics», que no només utilitzen per a caçar sinó també per a reconèixer els seus companys, detectar depredadors, orientar-se en mar obert, etc. Tot i que cada vegada es té més clar el funcionament del «sonar», encara hi ha investigadors i treballs per a conèixer més a fons el sistema de captació i d'emissió d'aquests sons.
Podem observar la situació dels ulls a la cara dels dofins, un a cada costat de la cara, que li impedeix veure-hi de front. A l'aigua, a 60 m de profunditat ja no tenim llum. A través del sònar poden veure-hi a través de les seves orelles. Contínuament estan emetent sons d'alta freqüència, i quan el so xoca amb un objecte, un grup de peixos... aquest rebota i és captat pel sistema auditiu del dofí, segons la direcció i potència d'aquests senyals, sabrà si es tracta d'una roca, d'una embarcació o d'un suculent grup de sardines.

### Vocalitzacions
Els dofins són capaços de realitzar una àmplia gamma de sons utilitzant sacs aeris nasals situats a sota de l'espiracle. Existeixen tres categories de sons: 
- Xiulets de freqüència modulada.
- Ràfegues d'impulsos de sons.
- Clics (utilitzats per a l'ecolocalització).

### Ecolocalització
L'ecolocalització suposa l'emissió per part dels dofins d'una àmplia gamma de sons en forma de breus ràfegues d'impulsos sonors anomenats «clics» i l'obtenció d'informació sobre l'entorn mitjançant l'anàlisi del ressò que reben de tornada. Aquesta capacitat d'utilitzar una completa gamma d'emissions sonores tant d'alta com de baixa freqüència, combinada amb una audició direccional molt sensible, facilita una ecolocalizació extremadament precisa i atorga a aquests animals un sistema sensorial únic en l'ecolocalització.

## Aspectes culturals
El dofí era un animal important a la mitologia de la civilització minoica, on ajudaven els humans al mar. Aquest rol, reforçat per històries reals, s'ha mantingut al llarg dels segles. Altres associacions mitològiques els lliguen a Afrodita i la personificació del Ganges com a déu. La constel·lació del Dofí té també un origen mític: el dofí que va salvar Dionís d'un naufragi va ser immortalitzat al firmament. Els dofins són la muntura de les nereides.
En el cristianisme a vegades s'associa amb la resurrecció, per la seva semblança amb la balena (Jonàs va estar al seu ventre tres dies abans de tornar a la vida, com Jesús va estar tres dies a la tomba abans de ressuscitar).
A partir de la seva inclusió als parcs marins com a atracció han desenvolupat noves relacions amb els humans. Així, existeix la dofinoteràpia, que ajuda determinats malalts amb símptomes de depressió. Algunes pel·lícules infantils, com Flipper, presenten aquest paper d'animal de companyia.
La major part de les representacions del dofí són positives: un animal sociable i intel·ligent. L'excepció, però, es troba a l'Edat Mitjana on apareix com un monstre marí. Seguint l'associació de l'època, qualsevol animal amb escates, i per extensió que visqués al mar, era prop del pecat, especialment el de la luxúria.